# 7998 Gonczi
7998 Gonczi eller 1985 JK är en asteroid i huvudbältet som upptäcktes den 15 maj 1985 av den amerikanske astronomen Edward L.G. Bowell vid Anderson Mesa Station. Den är uppkallad efter fransmannen Robert Gonczi.